# 2019-es európai parlamenti választás Romániában
2019-ben európai parlamenti (EP) választásokat tartottak az Európai Unió (EU) minden tagállamában. Romániában 2019. május 26-án került rá sor. A választással párhuzamosan népszavazást is rendeztek a korrupcióhoz kapcsolódó egyes jogi kérdésekben.

## Választási rendszer
A választáson pártok, pártszövetségek és természetes személyek indulhatnak. A jelölteknek legalább 25 éveseknek kell lenniük. Az induláshoz 200 ezer támogató aláírást kell összegyűjteni. Az egész ország területe egyetlen választókerületnek számít, a mandátumokat arányos rendszerben osztják ki, a bejutási küszöb 5%. A független jelölteknek az egy képviselői helyhez szükséges szavazatszámot kell elérniük a bejutáshoz.
Érdekesség, hogy a választók nem a Magyarországon megszokott módon egy X-et tesznek tollal a szavazólapra, hanem egy „Votat” (am. megszavazva) feliratú pecséttel pecsételik le a lapot a megfelelő helyen.
Románia EP-mandátumainak száma az Egyesült Királyság kilépése miatti újraosztás következtében az Európai Tanács 2018-as döntése alapján 32-ről 33-ra nőtt.
A szavazást a Központi Választási Iroda (románul Biroul Electoral Central, BEC) rendezi.

## Induló pártok, pártszövetségek és személyek
13 párt, pártszövetség és 3 független jelölt indulását hagyta jóvá a BEC.
A pártok, pártszövetségek a szavazólapon szereplő sorrendben a következők (zárójelben a román név és a rövidítése szerepel):
1. Szociáldemokrata Párt (Partidul Social Democrat, PSD)
2. USR–PLUS 2020 választási szövetség (a Mentsétek meg Romániát Szövetség (Uniunea Salvați România, USR) és a Szabadság, Egység és Szolidaritás Párt (Partidul Libertate, Unitate și Solidaritate, PLUS) koalíciója)
3. PRO Románia (PRO România, PRO)
4. Romániai Magyar Demokrata Szövetség (RMDSZ)
5. Nemzeti Liberális Párt (Partidul Național Liberal, PNL)
6. Liberálisok és Demokraták Szövetsége (Alianța Liberalilor și Democraților, ALDE)
7. PRODEMO Párt
8. Népi Mozgalom Párt (Partidul Mișcarea Populară, PMP)
9. Román Szocialista Párt (Partidul Socialist Român, PSR)
10. Független Szociáldemokrata Párt (Partidul Social Democrat Independent, PSDI)
11. Egyesült Románia Párt (Partidul România Unită, PRU)
12. Románia Haladásáért Országos Szövetség (Uniunea Națională pentru Progresul României, UNPR)
13. Nemzeti Egység Tömbje (Blocul Unității Naționale, BUN)

Független jelöltek:
1. Gregoriana-Carmen Tudoran
2. George Nicolae Simion
3. Peter Costea

## Közvélemény-kutatások
Várható szavazatarányok (százalékban).
| Felmérés ideje               | Készítő | PSD  | PNL  | USR–PLUS   | ALDE | PRO  | RMDSZ | PMP |
| ---------------------------- | ------- | ---- | ---- | ---------- | ---- | ---- | ----- | --- |
| 2019. április 12.–május 3.   | INSCOP  | 25,5 | 27,6 | 16,5       | 9,2  | 9,1  | 4,8   | 3,9 |
| 2019. április 5–28.          | CURS    | 32   | 25   | 12         | 10   | 9    | 5     | 5   |
| 2019. április 12– 25.        | IMAS    | 21,7 | 25,6 | 16,4       | 12,2 | 11,7 | 5,6   | 5,6 |
| 2019. március 18.–április 3. | IMAS    | 21,5 | 25,2 | 17,7       | 12,7 | 11,7 | 5,1   | 4,7 |
| 2019. március 12–25.         | CURS    | 31   | 23   | 13         | 10   | 8    | 6     | N/A |
| 2019. március 5–13.          | INSCOP  | 21,5 | 25,2 | 17,7       | 12,7 | 11,2 | 5     | N/A |
| 2019. január 21.–február 5.  | INSCOP  | 27,8 | 26,7 | 10,0 / 7,0 | 9,2  | 11,2 | 5,1   | 4,4 |

## Eredmények
A leadott szavazatok a 2019-es európai parlamenti választáson és az elnyert mandátumok száma a következőképpen oszlik meg:
| Párt neve                                            | Szavazatok száma | Szavazatarány | Mandátumok |
| ---------------------------------------------------- | ---------------- | ------------- | ---------- |
| Nemzeti Liberális Párt (PNL)                         | 2 449 068        | 27%           | 10         |
| Szociáldemokrata Párt (PSD)                          | 2 040 765        | 22,50%        | 9          |
| Mentsétek meg Romániát Szövetség Koalíció (USR-PLUS) | 2 028 236        | 22,36%        | 8          |
| Pro Románia                                          | 583 916          | 5,44%         | 2          |
| Népi Mozgalom Párt (PMP)                             | 522 104          | 5,76%         | 2          |
| Romániai Magyar Demokrata Szövetség (RMDSZ)          | 476 777          | 5,26%         | 2          |
| Liberálisok és Demokraták Szövetsége (ALDE)          | 372 760          | 4,11%         | 0          |
| Más pártok és jelöltek összesen                      |                  | 6,57%         | 0          |

A pártok eredményei az őket befogadó európai parlamenti frakciók szerint: